# سیارک ۲۹۵
سیارک ۲۹۵ (به انگلیسی: 295 Theresia) دویست و نود و پنجمین سیارک کشف شده‌است که در ۱۷ اوت ۱۸۹۰ و در وین کشف شد.
قدر مطلق سیارک برابر ۱۰٫۱۹ است.